# Balmaceda (ort i Chile)
Balmaceda är en ort i Chile.   Den ligger i provinsen Provincia de Coyhaique och regionen Región de Aisén, i den södra delen av landet, 1 400 km söder om huvudstaden Santiago de Chile. Balmaceda ligger 518 meter över havet och antalet invånare är 456.
Terrängen runt Balmaceda är platt österut, men västerut är den kuperad. Runt Balmaceda är det mycket glesbefolkat, med 6 invånare per kvadratkilometer.. 
Trakten runt Balmaceda består i huvudsak av gräsmarker.